# 布德日利納
48°37′13″N 29°45′3″E / 48.62028°N 29.75083°E
布德日利納（烏克蘭語：Бджільна），是烏克蘭的村落，位於該國西南部文尼察州，由海辛區負責管轄，始建於1928年，面積0.38平方公里，海拔高度191米，2001年人口1,121。